# Max Brunnow
Max Brunnow (né le 26 septembre 1896 à Stralsund, mort le 10 février 1940 au camp de concentration d'Oranienbourg-Sachsenhausen) est un résistant allemand au nazisme.

## Biographie
Max Brunnow est commis de commerce de profession. Il se marie en 1925 avec Amalie Kosmalla (1902-1973), employée commerciale originaire de Cave del Predil. Avec elle, il a un fils né en 1926, nommé Rochus.
Brunnow rejoint le KPD en 1927. En raison de ses activités politiques, il est arrêté en 1936 et 1938, mais aucune "activité anti-étatique" n'est découverte. Après une troisième arrestation le 1er septembre 1939, Brunnow est emmené dans le camp de concentration de Sachsenhausen. Le 10 février 1940, il est assassiné par une unité SS.